# Celerena nigripalpis
Celerena nigripalpis là một loài bướm đêm trong họ Geometridae.